# Orthotrichia flabella
Orthotrichia flabella är en nattsländeart som beskrevs av Wells 1983. Orthotrichia flabella ingår i släktet Orthotrichia och familjen smånattsländor. Inga underarter finns listade i Catalogue of Life.